# 대신중학교 (경기)
대신중학교(大神中學校)는 대한민국 경기도 여주시 대신면 후포리에 있는 사립 중학교이다.

## 학교 연혁
- 1953년 4월 30일 : 재단법인 대신학원 설립
- 1953년 7월 14일 : 대신중학교 설립 인가(6학급, 초대 임세흥 교장 취임)
- 1955년 2월 16일 : 대신농업고등학교 설립인가(농과 3학급, 축산과 3학급)
- 1964년 1월 24일 : 학교법인 대신학원으로 교칙 변경
- 1974년 6월 24일 : 본관 준공
- 1980년 8월 30일 : 본관 2층 완공
- 1992년 10월 24일 : 중학교 2층 4개 교실 증축
- 1996년 9월 10일 : 실내 수영장 준공
- 2002년 10월 19일 : 다목적 체육관 준공
- 2005년 7월 2일 : 기숙사 준공
- 2009년 5월 7일 : FC여주 대신고 축구부 창단
- 2009년 12월 25일 : 급식소 신축
- 2010년 10월 1일 : 학교 인조잔디구장 개장
- 2014년 9월 1일 : 경기도교육청 혁신학교 지정(2014~2018) (중학교)
- 2015년 2월 12일 : 대신중학교 제62회 졸업(누계 중학교 7,126명)
- 2018년 7월 27일 : 임희창 이사장 취임
- 2019년 2월 12일 : 제6대 김세흠 대신중학교 교장 취임
- 2021년 1월 12일 : 중학교 제68회 20명 졸업
- 2021년 1월 12일 : 고등학교 제64회 83명 졸업

## 참고 자료
- 대신중학교 - 한국교육학술정보원 학교알리미